# Hille distrikt
Hille distrikt är ett distrikt i Gävle kommun och Gävleborgs län. Distriktet ligger omkring den norra delen av tätorten Gävle (Hille) i östra Gästrikland. 

## Tidigare administrativ tillhörighet
Distriktet inrättades 2016 och utgörs av en del av området som Gävle stad omfattade till 1971, delen som före 1969 utgjorde Hille socken.
Området motsvarar den omfattning Hille församling hade 1999/2000.

## Tätorter och småorter
I Hille distrikt finns sex tätorter och elva småorter.

### Tätorter
- Björke
- Forsby
- Gävle (del av)
- Harkskär och Utvalnäs (del av)
- Trödje
- Åbyggeby

### Småorter
- Eskön
- Gråtnäsudden
- Hamnskär och Smörsten
- Hillevik
- Hillsjöstrand
- Mårdäng
- Mårdäng västra
- Oppala
- Oslättfors
- Småmuren
- Åbyggeby (tegelbruket)